# Canton d'Aix-en-Provence-Sud-Ouest
Le canton d'Aix-en-Provence-Sud-Ouest est une ancienne division administrative française située dans les Bouches-du-Rhône, dans l'arrondissement d'Aix-en-Provence.
Il est supprimé à la suite du redécoupage cantonal de 2014.

## Composition
Le canton d'Aix-en-Provence-Sud-Ouest se composait d’une fraction de la commune de Aix-en-Provence et de deux autres communes. Il comptait 70 749 habitants (population municipale) au 1er janvier 2012. Il s'agissait d'un des cantons les plus peuplés de France avec celui de Lille-Ouest.
| Nom                         | Code Insee | Intercommunalité                   | Population (dernière pop. légale)                |
| --------------------------- | ---------- | ---------------------------------- | ------------------------------------------------ |
| Aix-en-Provence (chef-lieu) | 13001      | Métropole d'Aix-Marseille-Provence | Fraction : 58 003(2012) Commune : 143 006 (2016) |
| Éguilles                    | 13032      | Métropole d'Aix-Marseille-Provence | 7 579 (2014)                                     |
| Meyreuil                    | 13060      | Métropole d'Aix-Marseille-Provence | 5 371 (2014)                                     |

## Quartiers d'Aix inclus dans le canton
- Luynes
- Les Milles
- Les Granettes
- Brédasque
- Jas-de-Bouffan
- Pont-de-l'Arc
- La Parade
- La Beauvalle
- Les Deux-Ormes
- Saint-Mitre
- La Duranne
- Pey-Blanc
- Fenouillères
- Le Pigonnet
- La Cible
- Valcros

## Représentation

### Conseillers généraux de l'ancien canton d'Aix-en-Provence-II puis Sud (de 1833 à 1982)
Le canton d'Aix-Sud est supprimé par le décret du 2 février 1982.
| Période | Période          | Identité                                                            | Étiquette             | Qualité                                                                                      |
| ------- | ---------------- | ------------------------------------------------------------------- | --------------------- | -------------------------------------------------------------------------------------------- |
| 1833    | 1836             | Théobald Gabriel Bernardin Barlatier de Saint-Julien                |                       | Avocat à Aix-en-Provence                                                                     |
| 1836    | 1848             | Antoine François Aude                                               |                       | Notaire, maire d'Aix-en-Provence (1835-1848)                                                 |
| 1848    | 1852             | Jassuda Bédarride                                                   | Républicain           | Avocat Maire d'Aix-en-Provence (1848-1849)                                                   |
| 1852    | 1871             | Émile Rigaud                                                        | Majorité dynastique   | Premier Président de la Cour Maire d'Aix-en-Provence (1849-1863) Député (1852-1862)          |
| 1871    | 1886 (décès)     | Salomon Bessalet Bédarride (1809-1886) (frère de Jassuda Bédarride) | Républicain           | Avoué à la Cour Maire d'Aix-en-Provence (1876-1884) Président du Conseil Général (1880-1881) |
| 1886    | 1892             | Fabien-Alfred Gautier                                               | Républicain           | Maire d'Aix-en-Provence (1884-1886)                                                          |
| 1892    | 1898             | Fernand Fabre                                                       | Républicain           | Directeur du Canal du Verdon Premier adjoint au maire d'Aix-en-Provence                      |
| 1898    | 1908 (démission) | Joseph Cabassol (1859-1928)                                         | Républicain           | Avocat Maire d'Aix-en-Provence (1902-1908)                                                   |
| 1908    | 1910             | Maurice Bertrand                                                    | Rad.                  | Médecin Maire d'Aix-en-Provence (1897-1902 et 1908-1919)                                     |
| 1910    | 1919             | Joseph Cabassol                                                     | Rad.                  | Maire d'Aix-en-Provence (1902-1908)                                                          |
| 1919    | 1922             | Alfred Jourdan (1881-1975)                                          | Entente (droite)      | Avocat à Aix-en-Provence                                                                     |
| 1922    | 1934             | Edouard Pellegrin                                                   | SFIO                  | Instituteur puis avocat                                                                      |
| 1934    | 1940             | Léopold Cartoux (1882-1959)                                         | Rad.                  | Employé de mairie à Aix-en-Provence Nommé conseiller départemental en 1943                   |
|         |                  |                                                                     |                       |                                                                                              |
| 1945    | 1949             | Anne-Marie Trinquier                                                | MRP                   | Sénatrice (1946-1948)                                                                        |
| 1949    | 1973             | Paul Ferréol (arrière petit fils de Frédéric Mistral)               | RPF puis ARS puis DVD | Assureur                                                                                     |
| 1973    | 1979             | André Honnorat                                                      | PS                    |                                                                                              |
| 1979    | 1982             | Jean-François Picheral                                              | PS                    | Médecin radiologue à Aix-en-Provence                                                         |

### Conseillers d'arrondissement d'Aix-en-Provence-Sud (de 1833 à 1940)
| Période                                  | Période          | Identité                                              | Étiquette   | Qualité |
| ---------------------------------------- | ---------------- | ----------------------------------------------------- | ----------- | --- |
| 1833                                     | 1848             | Jean Joseph Amédée Arnaud                             |             | Chirurgien, conseiller municipal d'Aix-en-Provence, domicilié à Meyreuil                                    |
|                                          |                  |                                                       |             | |
| 1852                                     |                  | Jean-Joseph-Marius Roux (1833-1903)                   |             | Notaire à Aix, Président du Conseil d'arrondissement                                                        |
|                                          |                  |                                                       |             | |
|                                          | 1871             | Aldonce-Louis-Armand-Balthazard de Philip (1815-1880) |             | Propriétaire rue Roux-Alphéran, adjoint au maire d'Aix                                                      |
| 1871                                     | 1874             | M. Ferrières                                          |             | Professeur, sous-chef aux Arts-et-Métiers d'Aix                                                             |
| 1874                                     | 1880             | Victor Leydet                                         |             | Négociant, adjoint au maire d'Aix                                                                           |
| 1880                                     | 1892             | Célestin Ferrary                                      | Républicain | Propriétaire à Aix                                                                                          |
| 1892                                     | 1895             | Joseph Boyer                                          | Républicain | Entrepreneur, conseiller municipal d'Aix                                                                    |
| 1895                                     | 1897 (démission) | Frédéric Guiot                                        | POF         | Scieur de long                                                                                              |
| 1901                                     | 1919             | Jules Camoin                                          | Radical     | Minotier, conseiller municipal d'Aix, Président du Conseil d'arrondissement                                 |
| 1919                                     | 1931             | Marius Ferréol (1859-1940)                            | Rad.        | Directeur d'école honoraire, adjoint au maire d'Aix-en-Provence                                             |
| 1931                                     | 1940             | Henri Mauriat (1893-1969)                             | SFIO        | Instituteur                                                                                                 |
| 1940                                     |                  |                                                       |             | Les conseils d'arrondissement ont été suspendus par la loi du 12 octobre 1940 et n'ont jamais été réactivés |
| Les données manquantes sont à compléter. |                  |                                                       |             | |

### Conseillers généraux du canton d'Aix-en-Provence-Sud-Ouest (de 1982 à 2015)
| Période | Période | Identité               | Étiquette | Qualité |
| ------- | ------- | ---------------------- | --------- | --- |
| 1982    | 1998    | Jean-François Picheral | PS        | Médecin radiologue Maire d'Aix-en-Provence (1989-2001) Sénateur (1998-2008) Premier Vice-Président du Conseil Général                      |
| 1998    | 2015    | André Guinde           | PS        | Directeur de Centre de Formation des apprentis du bâtiment Vice-Président du Conseil Général Ancien Conseiller municipal d'Aix-en-Provence |

## Démographie
| 1982 | 1990   | 1999   | 2006   | 2011   | 2012   |
| ---- | ------ | ------ | ------ | ------ | ------ |
| -    | 56 169 | 64 600 | 68 774 | 70 501 | 70 749 |